# صومعه سانتا کروز لا رئال

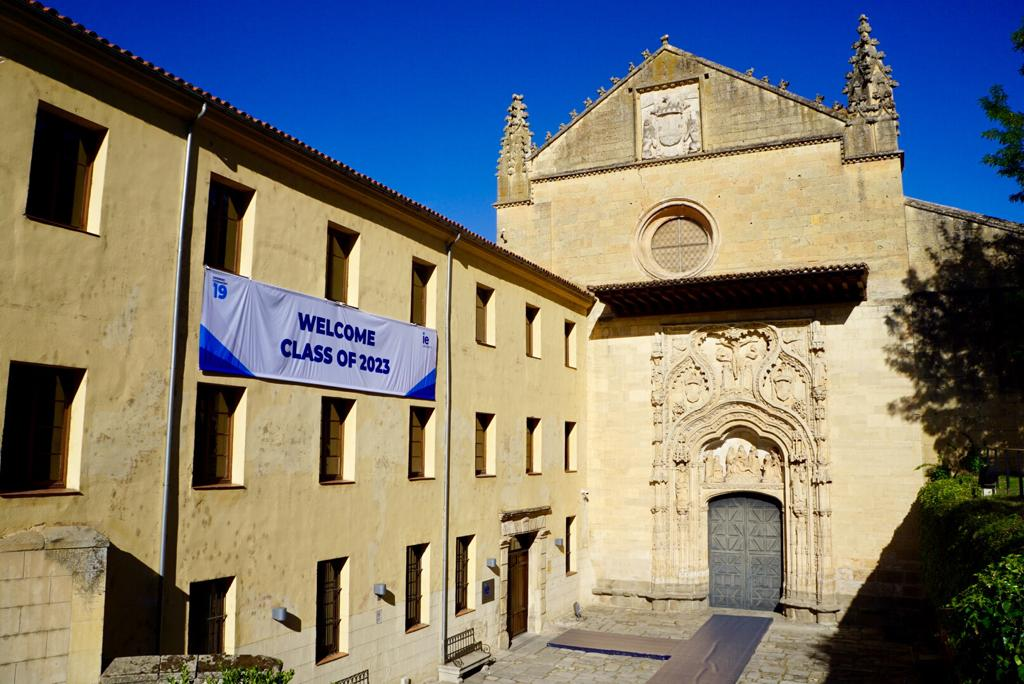
ورودی غربی به سانتا کروز لا رئال

صومعه سانتا کروز لا رئال در سگوویا، اسپانیا، به قرن ۱۳ میلادی بازمی‌گردد. این صومعه تحت چندین بازسازی قرار گرفته و در حال حاضر محل دانشگاه IE است. در سال ۱۹۸۵، یونسکو آن را به عنوان یک میراث جهانی اعلام کرد.